# غسان هیتو

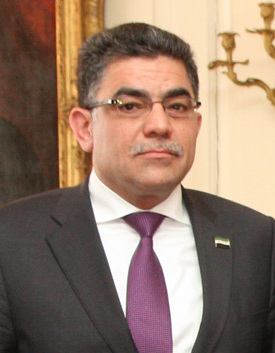
غسان هیتو در سال 2013

غسان هیتو ( زاده ۱۹۶۳ ) یک سیاست‌مدار اهل سوریه است و مؤسس و رئیس پیشین ائتلاف ملی برای انقلاب و نیروهای مخالفین سوریه است. وی تاجر سوری، اصالتاً کردی متولد دمشق است. او مدرک لیسانس از رشته ریاضی و کامپیوتر از دانشگاه پردو در ایالات متحده آمریکا دارد.